# Caribicus darlingtoni
Caribicus darlingtoni — вид веретільницеподібних ящірок родини Diploglossidae. Ендемік Домініканської Республіки. Вид названий на честь американського ентомолога Філіпа Джексона Дарлінгтона.

## Поширення і екологія
Caribicus darlingtoni мешкають в горах Кордильєра-Сентраль в центральній частині острова Гаїті. Вони живуть в соснових лісах, на висоті від 1600 до 2500 м над рівнем моря. Є живородними.

## Збереження
МСОП класифікує цей вид як такий, що перебуває під загрозою зникнення. Caribicus darlingtoni загрожує знищення природного середовища.